# Liste des matchs de l'équipe de Dominique de football par adversaire
Cette liste présente les matchs de l'équipe de Dominique de football par adversaire rencontré.
- Haut – A
- B
- C
- D
- E
- F
- G
- H
- I
- J
- K
- L
- M
- N
- O
- P
- Q
- R
- S
- T
- U
- V
- W
- X
- Y
- Z

## A

### Anguilla

#### Confrontations
Confrontations entre la Dominique et Anguilla en matchs officiels :
|   | Date         | Lieu   | Match                | Score | Compétition                                        |
| - | ------------ | ------ | -------------------- | ----- | -------------------------------------------------- |
| 1 | 6 avril 1997 | Roseau | Dominique - Anguilla | 5-0   | Coupe caribéenne des nations 1997 (qualifications) |

#### Bilan
Au 13 août 2018 :
- Total de matchs disputés : 1
- Victoires de la Dominique : 1
- Matchs nuls : 0
- Victoires d'Anguilla : 0
- Total de buts marqués par la Dominique : 5
- Total de buts marqués par Anguilla : 0

### Antigua-et-Barbuda
Confrontations entre Antigua-et-Barbuda et la Dominique :
|    | Date             | Lieu           | Match                          | Score | Compétition                                                  |
| -- | ---------------- | -------------- | ------------------------------ | ----- | ------------------------------------------------------------ |
| 1  | 23 février 1994  | Basseterre     | Dominique - Antigua-et-Barbuda | 3-2   | Coupe caribéenne des nations 1994 (tour préliminaire)        |
| 2  | 10 mars 1996     | Roseau         | Dominique - Antigua-et-Barbuda | 3-3   | Éliminatoires de la Coupe du monde 1998                      |
| 3  | 31 mars 1996     | Saint John's   | Antigua-et-Barbuda - Dominique | 1-3   | Éliminatoires de la Coupe du monde 1998                      |
| 4  | 22 février 1998  | Saint John's   | Antigua-et-Barbuda - Dominique | 1-1   | Match amical                                                 |
| 5  | 24 juillet 1998  | Port-d'Espagne | Antigua-et-Barbuda - Dominique | 2-1   | Coupe caribéenne des nations 1998 (gr. A)                    |
| 6  | 14 mars 1999     | Pointe-à-Pitre | Antigua-et-Barbuda - Dominique | 1-1   | Coupe caribéenne des nations 1999 (tour préliminaire)        |
| 7  | 19 février 2000  | Roseau         | Dominique - Antigua-et-Barbuda | 2-0   | Match amical                                                 |
| 8  | 29 avril 2000    | Road Town      | Antigua-et-Barbuda - Dominique | 3-2   | Match amical                                                 |
| 9  | 3 septembre 2006 | Saint John's   | Antigua-et-Barbuda - Dominique | 1-0   | Match amical                                                 |
| 10 | 12 novembre 2010 | Saint John's   | Antigua-et-Barbuda - Dominique | 0-0   | 2e tour préliminaire de la Coupe caribéenne des nations 2010 |
| 11 | 15 mars 2015     | Saint John's   | Antigua-et-Barbuda - Dominique | 1-0   | Match amical                                                 |
| 12 | 1er août 2018    | Saint John's   | Antigua-et-Barbuda - Dominique | 0-0   | Match amical                                                 |

#### Bilan
- Total de matchs disputés : 12
- Victoires de l'équipe d'Antigua-et-Barbuda : 4
- Victoires de l'équipe de Dominique : 3
- Matchs nuls : 5

### Aruba

#### Confrontations
Confrontations entre Aruba et la Dominique en matchs officiels :
|   | Date              | Lieu       | Match             | Score | Compétition                                        |
| - | ----------------- | ---------- | ----------------- | ----- | -------------------------------------------------- |
| 1 | 25 septembre 2012 | Bridgetown | Dominique - Aruba | 3-2   | Coupe caribéenne des nations 2012 (qualifications) |

#### Bilan
Au 13 août 2018 :
- Total de matchs disputés : 1
- Victoires d'Aruba : 0
- Victoires de la Dominique : 1
- Matchs nuls : 0
- Total de buts marqués par Aruba : 2
- Total de buts marqués par la Dominique : 3

## B

### Bahamas

#### Confrontations
Confrontations entre la Dominique et les Bahamas en matchs officiels :
|   | Date         | Lieu   | Match               | Score | Compétition                                                        |
| - | ------------ | ------ | ------------------- | ----- | ------------------------------------------------------------------ |
| 1 | 26 mars 2004 | Nassau | Dominique - Bahamas | 1-1   | Qualification pour la Coupe du monde 2006 (premier tour)           |
| 2 | 28 mars 2004 | Nassau | Bahamas - Dominique | 1-3   | Qualification pour la Coupe du monde 2006 (premier tour)           |
| 3 | 23 mars 2019 | Roseau | Dominique - Bahamas | 4-0   | Ligue des nations de la CONCACAF 2019-2020 (tournoi de classement) |

#### Bilan
Au 28 mars 2019 :
- Total de matchs disputés : 3
- Victoires de la Dominique : 2
- Victoires des Bahamas : 0
- Match nul : 1
- Total de buts marqués par la Dominique : 8
- Total de buts marqués par les Bahamas : 2

### Barbade

#### Confrontations
Confrontations entre la Barbade et la Dominique en matchs officiels :
|    | Date              | Lieu           | Match               | Score | Compétition                                                              |
| -- | ----------------- | -------------- | ------------------- | ----- | ------------------------------------------------------------------------ |
| 1  | 7 avril 1994      | Port-d'Espagne | Barbade - Dominique | 1-1   | Coupe caribéenne des nations 1994 (gr. A)                                |
| 2  | 14 mai 1996       | Roseau         | Dominique - Barbade | 0-1   | Éliminatoires de la Coupe du monde 1998 (zone CONCACAF - gr. Caraïbes 4) |
| 3  | 19 mai 1996       | Bridgetown     | Barbade - Dominique | 1-0   | Éliminatoires de la Coupe du monde 1998 (zone CONCACAF - gr. Caraïbes 4) |
| 4  | 12 mars 1999      | Pointe-à-Pitre | Barbade - Dominique | 3-1   | Coupe caribéenne des nations 1999 (tour préliminaire)                    |
| 5  | 12 mars 2004      | Bridgetown     | Barbade - Dominique | 2-1   | Match amical                                                             |
| 6  | 17 septembre 2006 | Roseau         | Dominique - Barbade | 0-5   | Match amical                                                             |
| 7  | 6 février 2008    | Roseau         | Dominique - Barbade | 1-1   | Éliminatoires de la Coupe du monde 2010 (zone CONCACAF, 1er tour)        |
| 8  | 26 mars 2008      | Bridgetown     | Barbade - Dominique | 1-0   | Éliminatoires de la Coupe du monde 2010 (zone CONCACAF, 1er tour)        |
| 9  | 25 septembre 2010 | Bridgetown     | Barbade - Dominique | 0-2   | Match amical                                                             |
| 10 | 26 septembre 2010 | Bridgetown     | Barbade - Dominique | 1-3   | Match amical                                                             |
| 11 | 23 septembre 2012 | Bridgetown     | Barbade - Dominique | 1-0   | Coupe caribéenne des nations 2012 (qualifications)                       |
| 12 | 30 juin 2017      | Sauteurs       | Dominique - Barbade | 2-1   | Match amical                                                             |
| 13 | 8 mars 2019       | Kingstown      | Dominique - Barbade | 0-2   | Match amical                                                             |

#### Bilan
Au 28 mars 2019 :
- Total de matchs disputés : 13
- Victoires de la Barbade : 8
- Matchs nuls : 2
- Victoires de la Dominique : 3
- Total de buts marqués par la Barbade : 20
- Total de buts marqués par la Dominique : 11

## C

### Canada

#### Confrontations
Confrontations entre le Canada et la Dominique en matchs officiels :
|   | Date            | Lieu    | Match              | Score | Compétition                                                      |
| - | --------------- | ------- | ------------------ | ----- | ---------------------------------------------------------------- |
| 1 | 11 juin 2015    | Roseau  | Dominique - Canada | 0-2   | Éliminatoires de la Coupe du monde 2018 (zone CONCACAF, 2e tour) |
| 2 | 16 juin 2015    | Toronto | Canada - Dominique | 4-0   | Éliminatoires de la Coupe du monde 2018 (zone CONCACAF, 2e tour) |
| 3 | 16 octobre 2018 | Toronto | Canada - Dominique | 5-0   | Éliminatoires de la Gold Cup 2019                                |

#### Bilan
Au 30 novembre 2018 :
- Total de matchs disputés : 3
- Victoires du Canada : 3
- Matchs nuls : 0
- Victoires de la Dominique : 0
- Total de buts marqués par le Canada : 11
- Total de buts marqués par la Dominique : 0

### Cuba
Confrontations entre Cuba et la Dominique :
|   | Date             | Lieu         | Match            | Score | Compétition                                        |
| - | ---------------- | ------------ | ---------------- | ----- | -------------------------------------------------- |
| 1 | 4 avril 2001     | Georgetown   | Cuba - Dominique | 3-1   | Coupe caribéenne des nations 2001 (qualifications) |
| 2 | 10 novembre 2010 | Saint John's | Cuba - Dominique | 4-2   | Coupe caribéenne des nations 2010 (qualifications) |

#### Bilan
- Total de matchs disputés : 2
- Victoires de Cuba : 2
- Match nul : 0
- Victoires de la Dominique : 0
- Total de buts marqués par Cuba : 7
- Total de buts marqués par la Dominique : 3

## G

### Grenade

#### Confrontations
Confrontations entre la Grenade et la Dominique en matchs officiels :
|   | Date          | Lieu          | Match               | Score | Compétition                                           |
| - | ------------- | ------------- | ------------------- | ----- | ----------------------------------------------------- |
| 1 | 25 avril 1993 | Saint-Georges | Grenade - Dominique | 1-1   | Coupe caribéenne des nations 1993 (tour préliminaire) |
| 2 | 12 avril 2001 | Saint-Georges | Grenade - Dominique | 8-3   | Match amical                                          |
| 3 | 4 mai 2014    | Roseau        | Dominique - Grenade | 0-5   | Match amical                                          |
| 4 | 14 mai 2015   | Vieux Fort    | Grenade - Dominique | 1-2   | Match amical                                          |
| 5 | 28 juin 2017  | Saint-Georges | Grenade - Dominique | 1-1   | Match amical                                          |
| 6 | 2 mars 2019   | Kingstown     | Grenade - Dominique | 0-1   | Match amical                                          |

#### Bilan
Au 13 août 2018 :
- Total de matchs disputés : 5
- Victoires de la Grenade : 2
- Matchs nuls : 2
- Victoires de la Dominique : 2
- Total de buts marqués par la Grenade : 16
- Total de buts marqués par la Dominique : 11

### Guadeloupe

#### Confrontations
Confrontations entre la Guadeloupe et la Dominique en matchs officiels :
|   | Date              | Lieu           | Match                  | Score | Compétition                                                     |
| - | ----------------- | -------------- | ---------------------- | ----- | --------------------------------------------------------------- |
| 1 | avril 1992        | Castries       | Guadeloupe - Dominique | 0-0   | Coupe caribéenne des nations 1992 (tour préliminaire)           |
| 2 | 9 avril 1994      | Port-d'Espagne | Guadeloupe - Dominique | 5-0   | Coupe caribéenne des nations 1994 (gr. A)                       |
| 3 | 1er avril 1998    | Basseterre     | Dominique - Guadeloupe | 1-1   | Coupe caribéenne des nations 1998 (qualifications)              |
| 4 | 10 mars 1999      | Pointe-à-Pitre | Guadeloupe - Dominique | 1-0   | Coupe caribéenne des nations 1999 (tour préliminaire)           |
| 5 | 12 novembre 2004  | Rivière-Pilote | Dominique - Guadeloupe | 0-7   | Coupe caribéenne des nations 2005 (tour préliminaire)           |
| 6 | 22 septembre 2006 | Les Abymes     | Guadeloupe - Dominique | 1-0   | Coupe caribéenne des nations 2007 (qualifications)              |
| 7 | 4 juin 2016       | Les Abymes     | Guadeloupe - Dominique | 2-1   | Éliminatoires de la Coupe caribéenne des nations 2017 (2e tour) |
| 8 | 17 mai 2017       | Les Abymes     | Guadeloupe - Dominique | 2-2   | Match amical                                                    |

#### Bilan
Au 13 août 2018 :
- Total de matchs disputés : 8
- Victoires de la Guadeloupe : 5
- Matchs nuls : 3
- Victoires de la Dominique : 0
- Total de buts marqués par la Guadeloupe : 19
- Total de buts marqués par la Dominique : 4

### Guyana

#### Confrontations
Confrontations entre le Guyana et la Dominique en matchs officiels :
|   | Date              | Lieu       | Match              | Score | Compétition                                                      |
| - | ----------------- | ---------- | ------------------ | ----- | ---------------------------------------------------------------- |
| 1 | 6 avril 2001      | Georgetown | Guyana - Dominique | 2-0   | Coupe caribéenne des nations 2001 (qualifications)               |
| 2 | 30 septembre 2005 | Linden     | Guyana - Dominique | 3-0   | Match amical                                                     |
| 3 | 2 octobre 2005    | Georgetown | Guyana - Dominique | 3-0   | Match amical                                                     |
| 4 | 8 août 2008       | Providence | Guyana - Dominique | 3-0   | Coupe caribéenne des nations 2008 (qualifications)               |
| 5 | 3 septembre 2014  | Basseterre | Dominique - Guyana | 0-0   | Éliminatoires de la Coupe caribéenne des nations 2014 (1er tour) |

#### Bilan
Au 13 août 2018 :
- Total de matchs disputés : 5
- Victoires du Guyana : 4
- Matchs nuls : 1
- Victoires de la Dominique : 0
- Total de buts marqués par le Guyana : 11
- Total de buts marqués par la Dominique : 0

### Guyane française

#### Confrontations
Confrontations entre la Guyane et la Dominique en matchs officiels :
|   | Date             | Lieu           | Match                        | Score | Compétition                                           |
| - | ---------------- | -------------- | ---------------------------- | ----- | ----------------------------------------------------- |
| 1 | 14 novembre 2004 | Fort-de-France | Dominique - Guyane française | 0-4   | Coupe caribéenne des nations 2005 (tour préliminaire) |

#### Bilan
Au 13 août 2018 :
- Total de matchs disputés : 1
- Victoires de la Guyane : 1
- Matchs nuls : 0
- Victoires de la Dominique : 0
- Total de buts marqués par la Guyane : 4
- Total de buts marqués par la Dominique : 0

## H

### Haïti
Confrontations entre Haïti et la Dominique :
|   | Date         | Lieu           | Match             | Score | Compétition                                                              |
| - | ------------ | -------------- | ----------------- | ----- | ------------------------------------------------------------------------ |
| 1 | 11 mars 2000 | Port-au-Prince | Haïti - Dominique | 4-0   | Éliminatoires de la Coupe du monde 2002 (zone CONCACAF - gr. Caraïbes 3) |
| 2 | 19 mars 2000 | Roseau         | Dominique - Haïti | 1-3   | Éliminatoires de la Coupe du monde 2002 (zone CONCACAF - gr. Caraïbes 3) |

#### Bilan
- Total de matchs disputés : 2
- Victoires d'Haïti : 2
- Match nul : 0
- Victoires de la Dominique : 0
- Total de buts marqués par Haïti : 7
- Total de buts marqués par la Dominique : 1

## I

### Îles Vierges britanniques

#### Confrontations
Confrontations entre les îles Vierges britanniques et la Dominique en matchs officiels :
|   | Date             | Lieu          | Match                                 | Score | Compétition                                                       |
| - | ---------------- | ------------- | ------------------------------------- | ----- | ----------------------------------------------------------------- |
| 1 | 2 avril 1997     | Roseau        | Dominique - Îles Vierges britanniques | 6-1   | Coupe caribéenne des nations 1997 (qualifications)                |
| 2 | 5 avril 1998     | Basseterre    | Dominique - Îles Vierges britanniques | 4-1   | Coupe caribéenne des nations 1998 (qualifications)                |
| 3 | 28 janvier 2004  | Road Town     | Îles Vierges britanniques - Dominique | 0-1   | Match amical                                                      |
| 4 | 1er février 2004 | Road Town     | Îles Vierges britanniques - Dominique | 1-2   | Match amical                                                      |
| 5 | 5 décembre 2009  | Roseau        | Dominique - Îles Vierges britanniques | 4-0   | Match amical                                                      |
| 6 | 5 octobre 2010   | San Cristóbal | Îles Vierges britanniques - Dominique | 0-10  | Coupe caribéenne des nations 2010 (qualifications)                |
| 7 | 26 mars 2015     | Roseau        | Îles Vierges britanniques - Dominique | 2-3   | Éliminatoires de la Coupe du monde 2018 (zone CONCACAF, 1er tour) |
| 8 | 29 mars 2015     | Roseau        | Dominique - Îles Vierges britanniques | 0-0   | Éliminatoires de la Coupe du monde 2018 (zone CONCACAF, 1er tour) |
| 9 | 26 mars 2016     | Road Town     | Îles Vierges britanniques - Dominique | 0-7   | Éliminatoires de la Coupe caribéenne des nations 2017 (1er tour)  |

#### Bilan
Au 13 août 2018 :
- Total de matchs disputés : 9
- Victoires des îles Vierges britanniques : 0
- Matchs nuls : 1
- Victoires de la Dominique : 8
- Total de buts marqués par les îles Vierges britanniques : 5
- Total de buts marqués par la Dominique : 37

### Îles Vierges des États-Unis

#### Confrontations
Confrontations entre les îles Vierges des États-Unis et la Dominique en matchs officiels :
|   | Date            | Lieu      | Match                                   | Score | Compétition  |
| - | --------------- | --------- | --------------------------------------- | ----- | ------------ |
| 1 | 31 janvier 2004 | Road Town | Îles Vierges des États-Unis - Dominique | 0-5   | Match amical |

#### Bilan
Au 13 août 2018 :
- Total de matchs disputés : 1
- Victoires des îles Vierges des États-Unis : 0
- Matchs nuls : 0
- Victoires de la Dominique : 1
- Total de buts marqués par les îles Vierges des États-Unis : 0
- Total de buts marqués par la Dominique : 5

## J

### Jamaïque

#### Confrontations
Confrontations entre la Jamaïque et la Dominique en matchs officiels :
|   | Date     | Lieu   | Match                | Score | Compétition                                        |
| - | -------- | ------ | -------------------- | ----- | -------------------------------------------------- |
| 1 | mai 1989 | Roseau | Dominique - Jamaïque | 1-1   | Coupe caribéenne des nations 1989 (qualifications) |

#### Bilan
Au 13 août 2018 :
- Total de matchs disputés : 1
- Victoires de la Jamaïque : 0
- Matchs nuls : 1
- Victoires de la Dominique : 0
- Total de buts marqués par la Jamaïque : 1
- Total de buts marqués par la Dominique : 1

## M

### Martinique

#### Confrontations
Confrontations entre la Martinique et la Dominique en matchs officiels :
|   | Date              | Lieu           | Match                  | Score | Compétition                                                      |
| - | ----------------- | -------------- | ---------------------- | ----- | ---------------------------------------------------------------- |
| 1 | 27 avril 1997     | Roseau         | Dominique - Martinique | 1-2   | Coupe caribéenne des nations 1997 (qualifications)               |
| 2 | 4 mai 1997        | Fort-de-France | Martinique - Dominique | 7-0   | Coupe caribéenne des nations 1997 (qualifications)               |
| 3 | 22 juillet 1998   | Port-d'Espagne | Martinique - Dominique | 5-1   | Coupe caribéenne des nations 1998 (gr. A)                        |
| 4 | 10 novembre 2004  | Fort-de-France | Martinique - Dominique | 5-1   | Coupe caribéenne des nations 2005 (tour préliminaire)            |
| 5 | 20 septembre 2006 | Les Abymes     | Martinique - Dominique | 4-0   | Coupe caribéenne des nations 2007 (qualifications)               |
| 6 | 29 mars 2016      | Roseau         | Dominique - Martinique | 1-4   | Éliminatoires de la Coupe caribéenne des nations 2017 (1er tour) |
| 7 | 7 juin 2016       | Roseau         | Dominique - Martinique | 0-4   | Éliminatoires de la Coupe caribéenne des nations 2017 (2e tour)  |

#### Bilan
Au 13 août 2018 :
- Total de matchs disputés : 7
- Victoires de la Martinique : 7
- Matchs nuls : 0
- Victoires de la Dominique : 0
- Total de buts marqués par la Martinique : 31
- Total de buts marqués par la Dominique : 4

### Mexique

#### Confrontations
Confrontations entre le Mexique et la Dominique en matchs officiels :
|   | Date         | Lieu           | Match               | Score | Compétition                                                        |
| - | ------------ | -------------- | ------------------- | ----- | ------------------------------------------------------------------ |
| 1 | 19 juin 2004 | San Antonio    | Dominique - Mexique | 0-10  | Éliminatoires de la Coupe du monde 2006 (zone CONCACAF - 1er tour) |
| 2 | 27 juin 2004 | Aguascalientes | Mexique - Dominique | 8-0   | Éliminatoires de la Coupe du monde 2006 (zone CONCACAF - 1er tour) |

#### Bilan
Au 13 août 2018 :
- Total de matchs disputés : 2
- Victoires du Mexique : 2
- Matchs nuls : 0
- Victoires de la Dominique : 0
- Total de buts marqués par le Mexique : 18
- Total de buts marqués par la Dominique : 0

## N

### Nicaragua

#### Confrontations
Confrontations entre le Nicaragua et la Dominique en matchs officiels :
|   | Date             | Lieu    | Match                 | Score | Compétition                                                      |
| - | ---------------- | ------- | --------------------- | ----- | ---------------------------------------------------------------- |
| 1 | 2 septembre 2011 | Roseau  | Dominique - Nicaragua | 0-2   | Éliminatoires de la Coupe du monde 2014 (zone CONCACAF, 2e tour) |
| 2 | 11 novembre 2011 | Managua | Nicaragua - Dominique | 1-0   | Éliminatoires de la Coupe du monde 2014 (zone CONCACAF, 2e tour) |
| 3 | 11 octobre 2019  | Managua | Nicaragua - Dominique | 3-1   | Ligue des nations de la CONCACAF 2019-2020 (Ligue B - gr. D)     |
| 4 | 14 octobre 2019  | Roseau  | Dominique - Nicaragua | 0-4   | Ligue des nations de la CONCACAF 2019-2020 (Ligue B - gr. D)     |

#### Bilan
Au 3 novembre 2019 :
- Total de matchs disputés : 4
- Victoires du Nicaragua : 4
- Matchs nuls : 0
- Victoires de la Dominique : 0
- Total de buts marqués par le Nicaragua : 10
- Total de buts marqués par la Dominique : 1

## P

### Panama

#### Confrontations
Confrontations entre le Panama et la Dominique en matchs officiels :
|   | Date             | Lieu   | Match              | Score | Compétition                                                      |
| - | ---------------- | ------ | ------------------ | ----- | ---------------------------------------------------------------- |
| 1 | 7 octobre 2011   | Roseau | Dominique - Panama | 0-5   | Éliminatoires de la Coupe du monde 2014 (zone CONCACAF, 2e tour) |
| 2 | 15 novembre 2011 | Panama | Panama - Dominique | 3-0   | Éliminatoires de la Coupe du monde 2014 (zone CONCACAF, 2e tour) |

#### Bilan
Au 13 août 2018 :
- Total de matchs disputés : 2
- Victoires du Panama : 2
- Matchs nuls : 0
- Victoires de la Dominique : 0
- Total de buts marqués par le Panama : 8
- Total de buts marqués par la Dominique : 0

## R

### République dominicaine

#### Confrontations
Confrontations entre la République dominicaine et la Dominique en matchs officiels :
|   | Date              | Lieu          | Match                              | Score | Compétition                                        |
| - | ----------------- | ------------- | ---------------------------------- | ----- | -------------------------------------------------- |
| 1 | 17 octobre 2010   | San Cristóbal | République dominicaine - Dominique | 0-1   | Coupe caribéenne des nations 2010 (qualifications) |
| 2 | 27 septembre 2012 | Bridgetown    | République dominicaine - Dominique | 2-1   | Coupe caribéenne des nations 2012 (qualifications) |

#### Bilan
Au 13 août 2018 :
- Total de matchs disputés : 2
- Victoires de la République dominicaine : 1
- Matchs nuls : 0
- Victoires de la Dominique : 1
- Total de buts marqués par la République dominicaine : 2
- Total de buts marqués par la Dominique : 2

## S

### Saint-Christophe-et-Niévès
Confrontations entre Saint-Christophe-et-Niévès et la Dominique :
|   | Date             | Lieu       | Match                                  | Score    | Compétition                                                      |
| - | ---------------- | ---------- | -------------------------------------- | -------- | ---------------------------------------------------------------- |
| 1 | 25 février 1994  | Basseterre | Saint-Christophe-et-Niévès - Dominique | 2-4 (ap) | Coupe caribéenne des nations 1994 (tour préliminaire)            |
| 2 | 3 avril 1998     | Basseterre | Saint-Christophe-et-Niévès - Dominique | 1-2      | Coupe caribéenne des nations 1998 (qualifications)               |
| 3 | 5 septembre 2014 | Basseterre | Saint-Christophe-et-Niévès - Dominique | 5-0      | Éliminatoires de la Coupe caribéenne des nations 2014 (1er tour) |

#### Bilan
- Total de matchs disputés : 3
- Victoires de Saint-Christophe-et-Niévès : 1
- Match nul : 0
- Victoires de la Dominique : 2
- Total de buts marqués par Saint-Christophe-et-Niévès : 8
- Total de buts marqués par la Dominique : 6

### Saint-Martin
Confrontations entre Saint-Martin et la Dominique, :
|   | Date              | Lieu       | Match                    | Score | Compétition                                        |
| - | ----------------- | ---------- | ------------------------ | ----- | -------------------------------------------------- |
| 1 | 8 avril 2001      | Georgetown | Saint-Martin - Dominique | 3-2   | Coupe caribéenne des nations 2001 (qualifications) |
| 2 | 24 septembre 2006 | Les Abymes | Saint-Martin - Dominique | 0-0   | Coupe caribéenne des nations 2007 (qualifications) |

#### Bilan
- Total de matchs disputés : 2
- Victoires de Saint-Martin : 1
- Match nul : 1
- Victoires de la Dominique : 0
- Total de buts marqués par Saint-Martin : 3
- Total de buts marqués par la Dominique : 2

### Saint-Vincent-et-les-Grenadines

#### Confrontations
Confrontations entre Saint-Vincent-et-les-Grenadines et la Dominique,  :
|    | Date              | Lieu          | Match                                       | Score | Compétition                                                  |
| -- | ----------------- | ------------- | ------------------------------------------- | ----- | ------------------------------------------------------------ |
| 1  | 18 janvier 1961   |               | Dominique - Saint-Vincent-et-les-Grenadines | 1-1   | Match amical                                                 |
| 2  | 7 janvier 1964    |               | Dominique - Saint-Vincent-et-les-Grenadines | 2-2   | Match amical                                                 |
| 3  | 11 janvier 1964   |               | Dominique - Saint-Vincent-et-les-Grenadines | 1-1   | Match amical                                                 |
| 4  | 26 novembre 1965  |               | Saint-Vincent-et-les-Grenadines - Dominique | 3-1   | Match amical                                                 |
| 5  | 5 novembre 1966   | Saint-Georges | Dominique - Saint-Vincent-et-les-Grenadines | 0-1   | Match amical                                                 |
| 6  | 3 décembre 1967   | Roseau        | Dominique - Saint-Vincent-et-les-Grenadines | 1-2   | Match amical                                                 |
| 7  | 23 novembre 1968  |               | Dominique - Saint-Vincent-et-les-Grenadines | 1-1   | Match amical                                                 |
| 8  | 9 novembre 1969   |               | Saint-Vincent-et-les-Grenadines - Dominique | 1-0   | Match amical                                                 |
| 9  | 24 novembre 1970  | Saint-Georges | Dominique - Saint-Vincent-et-les-Grenadines | 0-1   | Match amical                                                 |
| 10 | 28 novembre 1971  | Roseau        | Dominique - Saint-Vincent-et-les-Grenadines | 3-0   | Match amical                                                 |
| 11 | 28 novembre 1972  |               | Dominique - Saint-Vincent-et-les-Grenadines | 1-2   | Match amical                                                 |
| 12 | 19 novembre 1973  |               | Saint-Vincent-et-les-Grenadines - Dominique | 2-2   | Match amical                                                 |
| 13 | 30 novembre 1973  | Roseau        | Dominique - Saint-Vincent-et-les-Grenadines | 0-0   | Match amical                                                 |
| 14 | 7 décembre 1974   |               | Dominique - Saint-Vincent-et-les-Grenadines | 1-2   | Match amical                                                 |
| 15 | 18 novembre 1985  | Saint-Georges | Dominique - Saint-Vincent-et-les-Grenadines | 0-0   | Match amical                                                 |
| 16 | 22 avril 1990     | Kingstown     | Saint-Vincent-et-les-Grenadines - Dominique | 2-1   | Coupe caribéenne des nations 1990 (qualifications)           |
| 17 | 29 avril 1993     | Saint-Georges | Dominique - Saint-Vincent-et-les-Grenadines | 0-2   | Coupe caribéenne des nations 1993 (tour préliminaire)        |
| 18 | 26 mars 1995      | Roseau        | Dominique - Saint-Vincent-et-les-Grenadines | 0-1   | Coupe caribéenne des nations 1995 (tour préliminaire)        |
| 19 | 2 avril 1995      | Kingstown     | Saint-Vincent-et-les-Grenadines - Dominique | 0-0   | Coupe caribéenne des nations 1995 (tour préliminaire)        |
| 20 | 28 novembre 1995  | Roseau        | Dominique - Saint-Vincent-et-les-Grenadines | 1-0   | Match amical                                                 |
| 21 | 14 mars 2001      | Saint-Georges | Saint-Vincent-et-les-Grenadines - Dominique | 2-0   | Match amical                                                 |
| 22 | 11 septembre 2011 | Kingstown     | Saint-Vincent-et-les-Grenadines - Dominique | 1-0   | Match amical                                                 |
| 23 | 7 février 2014    | Kingstown     | Saint-Vincent-et-les-Grenadines - Dominique | 3-2   | Match amical                                                 |
| 24 | 9 février 2014    | Kingstown     | Saint-Vincent-et-les-Grenadines - Dominique | 0-0   | Match amical                                                 |
| 25 | 2 mai 2014        | Roseau        | Dominique - Saint-Vincent-et-les-Grenadines | 2-3   | Match amical                                                 |
| 26 | 16 mai 2015       | Vieux Fort    | Dominique - Saint-Vincent-et-les-Grenadines | 0-1   | Match amical                                                 |
| 27 | 6 juillet 2017    | Saint-Georges | Dominique - Saint-Vincent-et-les-Grenadines | 2-2   | Match amical                                                 |
| 28 | 6 mars 2019       | Kingstown     | Saint-Vincent-et-les-Grenadines - Dominique | 2-1   | Match amical                                                 |
| 29 | 8 septembre 2019  | Kingstown     | Saint-Vincent-et-les-Grenadines - Dominique | 1-0   | Ligue des nations de la CONCACAF 2019-2020 (Ligue B - gr. D) |
| 30 | 18 novembre 2019  | Roseau        | Dominique - Saint-Vincent-et-les-Grenadines | 1-0   | Ligue des nations de la CONCACAF 2019-2020 (Ligue B - gr. D) |

#### Bilan
- Total de matchs disputés : 30
- Victoires de Saint-Vincent-et-les-Grenadines : 17
- Match nul : 10
- Victoires de la Dominique : 3
- Total de buts marqués par Saint-Vincent-et-les-Grenadines : 39
- Total de buts marqués par la Dominique : 24

### Sainte-Lucie

#### Confrontations
Confrontations entre Sainte-Lucie et la Dominique, :
|    | Date              | Lieu          | Match                    | Score | Compétition                                                      |
| -- | ----------------- | ------------- | ------------------------ | ----- | ---------------------------------------------------------------- |
| 1  | 9 janvier 1938    | Dominique     | Dominique - Sainte-Lucie | 4-1   | Match amical                                                     |
| 2  | 10 janvier 1938   | Dominique     | Dominique - Sainte-Lucie | 1-3   | Match amical                                                     |
| 3  | 11 janvier 1938   | Dominique     | Dominique - Sainte-Lucie | 1-0   | Match amical                                                     |
| 4  | 15 janvier 1961   |               | Sainte-Lucie - Dominique | 4-1   | Match amical                                                     |
| 5  | 8 janvier 1964    |               | Sainte-Lucie - Dominique | 4-2   | Match amical                                                     |
| 6  | 12 janvier 1964   |               | Sainte-Lucie - Dominique | 5-0   | Match amical                                                     |
| 7  | 23 novembre 1965  |               | Dominique - Sainte-Lucie | 1-0   | Match amical                                                     |
| 8  | 10 novembre 1966  | Saint-Georges | Dominique - Sainte-Lucie | 5-3   | Match amical                                                     |
| 9  | 27 novembre 1967  | Roseau        | Dominique - Sainte-Lucie | 2-4   | Match amical                                                     |
| 10 | 18 novembre 1968  |               | Sainte-Lucie - Dominique | 4-0   | Match amical                                                     |
| 11 | 14 novembre 1969  |               | Dominique - Sainte-Lucie | 1-3   | Match amical                                                     |
| 12 | 21 novembre 1970  | Saint-Georges | Dominique - Sainte-Lucie | 1-1   | Match amical                                                     |
| 13 | 1er décembre 1971 | Roseau        | Dominique - Sainte-Lucie | 2-2   | Match amical                                                     |
| 14 | 2 décembre 1972   |               | Sainte-Lucie - Dominique | 1-0   | Match amical                                                     |
| 15 | 11 novembre 1973  | Roseau        | Dominique - Sainte-Lucie | 1-0   | Match amical                                                     |
| 16 | 16 novembre 1973  |               | Sainte-Lucie - Dominique | 0-0   | Match amical                                                     |
| 17 | 2 décembre 1974   |               | Sainte-Lucie - Dominique | 0-3   | Match amical                                                     |
| 18 | 23 avril 1989     |               | Sainte-Lucie - Dominique | 0-0   | Coupe caribéenne des nations 1989 (qualifications)               |
| 19 | 3 mars 1992       | Castries      | Sainte-Lucie - Dominique | 1-1   | Coupe caribéenne des nations 1992 (tour préliminaire)            |
| 20 | 27 avril 1993     | Saint-Georges | Dominique - Sainte-Lucie | 2-4   | Coupe caribéenne des nations 1993 (tour préliminaire)            |
| 21 | 19 novembre 1995  | Roseau        | Dominique - Sainte-Lucie | 2-1   | Match amical                                                     |
| 22 | 17 mars 1996      | Roseau        | Dominique - Sainte-Lucie | 0-1   | Coupe caribéenne des nations 1996 (tour préliminaire)            |
| 23 | 21 avril 1996     | Castries      | Sainte-Lucie - Dominique | 1-1   | Coupe caribéenne des nations 1996 (tour préliminaire)            |
| 24 | 9 septembre 1999  | Georgetown    | Sainte-Lucie - Dominique | 2-0   | Match amical                                                     |
| 25 | 12 décembre 1999  | Castries      | Sainte-Lucie - Dominique | 3-1   | Match amical                                                     |
| 26 | 13 décembre 1999  | Castries      | Sainte-Lucie - Dominique | 2-1   | Match amical                                                     |
| 27 | 18 décembre 1999  | Roseau        | Dominique - Sainte-Lucie | 2-1   | Match amical                                                     |
| 28 | 19 décembre 1999  | Roseau        | Dominique - Sainte-Lucie | 2-1   | Match amical                                                     |
| 29 | 16 mars 2001      | Saint-Georges | Sainte-Lucie - Dominique | 1-1   | Match amical                                                     |
| 30 | 18 mars 2001      | Saint-Georges | Sainte-Lucie - Dominique | 1-0   | Match amical                                                     |
| 31 | 30 novembre 2013  | Roseau        | Dominique - Sainte-Lucie | 0-1   | Match amical                                                     |
| 32 | 1er décembre 2013 | Roseau        | Dominique - Sainte-Lucie | 1-0   | Match amical                                                     |
| 33 | 30 avril 2014     | Roseau        | Dominique - Sainte-Lucie | 0-2   | Match amical                                                     |
| 34 | 7 septembre 2014  | Basseterre    | Sainte-Lucie - Dominique | 2-1   | Éliminatoires de la Coupe caribéenne des nations 2014 (1er tour) |
| 35 | 12 mai 2015       | Vieux Fort    | Sainte-Lucie - Dominique | 1-1   | Match amical                                                     |
| 36 | 4 juillet 2017    | Saint-Georges | Sainte-Lucie - Dominique | 0-0   | Match amical                                                     |
| 37 | 4 mars 2019       | Kingstown     | Sainte-Lucie - Dominique | 1-1   | Match amical                                                     |
| 38 | 4 octobre 2019    | Gros Islet    | Sainte-Lucie - Dominique | 3-1   | Match amical                                                     |

#### Bilan
- Total de matchs disputés : 38
- Victoires de Sainte-Lucie : 19
- Matchs nuls : 9
- Victoires de la Dominique : 10
- Total de buts marqués par Sainte-Lucie : 66
- Total de buts marqués par la Dominique : 44

### Sint-Maarten

#### Confrontations
Confrontations entre Sint-Maarten et la Dominique :
|   | Date             | Lieu       | Match                    | Score | Compétition                                                        |
| - | ---------------- | ---------- | ------------------------ | ----- | ------------------------------------------------------------------ |
| 1 | 4 avril 1997     | Roseau     | Dominique - Sint-Maarten | 1-0   | Coupe caribéenne des nations 1997 (qualifications)                 |
| 2 | 30 avril 2000    | Road Town  | Dominique - Sint-Maarten | 3-1   | Match amical                                                       |
| 3 | 20 novembre 2018 | The Valley | Sint-Maarten - Dominique | 0-2   | Ligue des nations de la CONCACAF 2019-2020 (tournoi de classement) |

#### Bilan
Au 30 novembre 2018 :
- Total de matchs disputés : 3
- Victoires de Sint-Maarten : 0
- Match nul : 0
- Victoires de la Dominique : 3
- Total de buts marqués par Sint-Maarten : 1
- Total de buts marqués par la Dominique : 6

### Suriname

#### Confrontations
Confrontations entre le Suriname et la Dominique en matchs officiels :
|   | Date             | Lieu         | Match                | Score | Compétition                                                        |
| - | ---------------- | ------------ | -------------------- | ----- | ------------------------------------------------------------------ |
| 1 | 9 août 2008      | Georgetown   | Suriname - Dominique | 3-1   | Coupe caribéenne des nations 2008 (qualifications)                 |
| 2 | 14 novembre 2010 | Saint John's | Suriname - Dominique | 5-0   | Coupe caribéenne des nations 2010 (qualifications)                 |
| 3 | 6 septembre 2018 | Les Abymes   | Dominique - Suriname | 0-0   | Ligue des nations de la CONCACAF 2019-2020 (tournoi de classement) |
| 4 | 5 septembre 2019 | Roseau       | Dominique - Suriname | 1-2   | Ligue des nations de la CONCACAF 2019-2020 (Ligue B - gr. D)       |
| 5 | 15 novembre 2019 | Paramaribo   | Suriname - Dominique | 4-0   | Ligue des nations de la CONCACAF 2019-2020 (Ligue B - gr. D)       |

#### Bilan
Au 22 novembre 2019 :
- Total de matchs disputés : 5
- Victoires du Suriname : 4
- Matchs nuls : 1
- Victoires de la Dominique : 0
- Total de buts marqués par le Suriname : 14
- Total de buts marqués par la Dominique : 2

## T

### Trinité-et-Tobago

#### Confrontations
Confrontations entre Trinité-et-Tobago et la Dominique :
|   | Date            | Lieu           | Match                         | Score | Compétition                               |
| - | --------------- | -------------- | ----------------------------- | ----- | ----------------------------------------- |
| 1 | 11 avril 1994   | Port-d'Espagne | Trinité-et-Tobago - Dominique | 5-0   | Coupe caribéenne des nations 1994 (gr. A) |
| 2 | 26 juillet 1998 | Port-d'Espagne | Trinité-et-Tobago - Dominique | 8-0   | Coupe caribéenne des nations 1998 (gr. A) |

#### Bilan
- Total de matchs disputés : 2
- Victoires de Trinité-et-Tobago : 2
- Match nul : 0
- Victoires de la Dominique : 0
- Total de buts marqués par Trinité-et-Tobago : 13
- Total de buts marqués par la Dominique : 0